# Etiòpia Multicolor: Moviment per la Democràcia i la Justícia Social
Etiòpia Multicolor: Moviment per la Democràcia i la Justícia Social (Rainbow Ethiopia: Movement for Democracy and Social Justice) és un partit polític d'Etiòpia. Fou fundat pel Professor Mesfin Woldemariam. A les eleccions legislatives que es van celebrar el 15 de maig de 2005, el partit fou part de la Coalició per la Unitat i la Democràcia que va obtenir 109 dels 527 escons del parlament federal i que va derivar en acusacions de frau electoral. La divisió entre els partidaris del boicot al parlament (posició del Partit Unit Panetíop un dels principals de la coalició) i els partidaris de prendre possessió dels escons (posició del Partit Unit Democràtic Etiòpic - Medhin, l'altre membre principal de la coalició), va acabar amb el triomf dels primers.
El seu president des de la fundació és Berhanu Nega.